# Gmina Pićan
Gmina Pićan (chorw. Općina Pićan) – gmina w Chorwacji, w żupanii istryjskiej.

## Miejscowości i liczba mieszkańców (2011)
- Grobnik – 15
- Jakomići – 183
- Krbune – 46
- Kukurini – 192
- Montovani – 139
- Orič – 151
- Pićan – 281
- Sveta Katarina – 342
- Tupljak – 10
- Zajci – 6